# トヨタ・ARエンジン
トヨタ・ARエンジンとは、トヨタ自動車の直列4気筒ガソリンエンジンの系列である。AZ型エンジン、及びG型(2代目)の後継機種として、ミディアムからラージサイズの車種に搭載される目的で開発された。

## バリエーション

### 1AR-FE

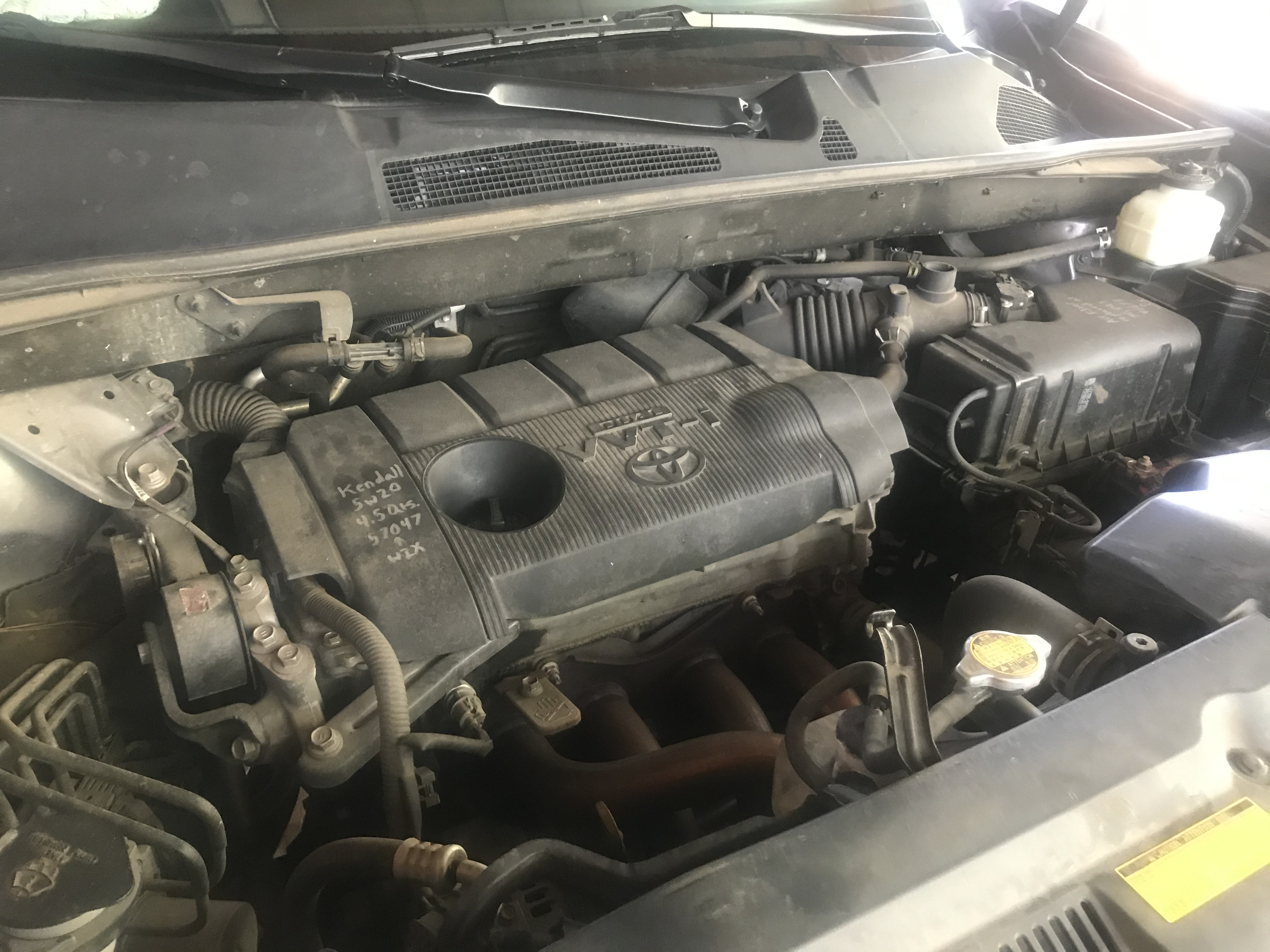
1AR-FE

- タイプ:直列4気筒 DOHC 16バルブ デュアルVVT-i
- 排気量:2.672L
- 内径×行程:90.0×105.0
- 圧縮比:10.0

＜出力＞
- 136kW(185PS)/5,800rpm 247Nm(25.2kg-m)/4,200rpm

＜主な搭載車種＞
- ヴェンザ（北米専用車種）
- ハイランダー
- RX（AGL10型）
- シエナ

### 2AR-FE

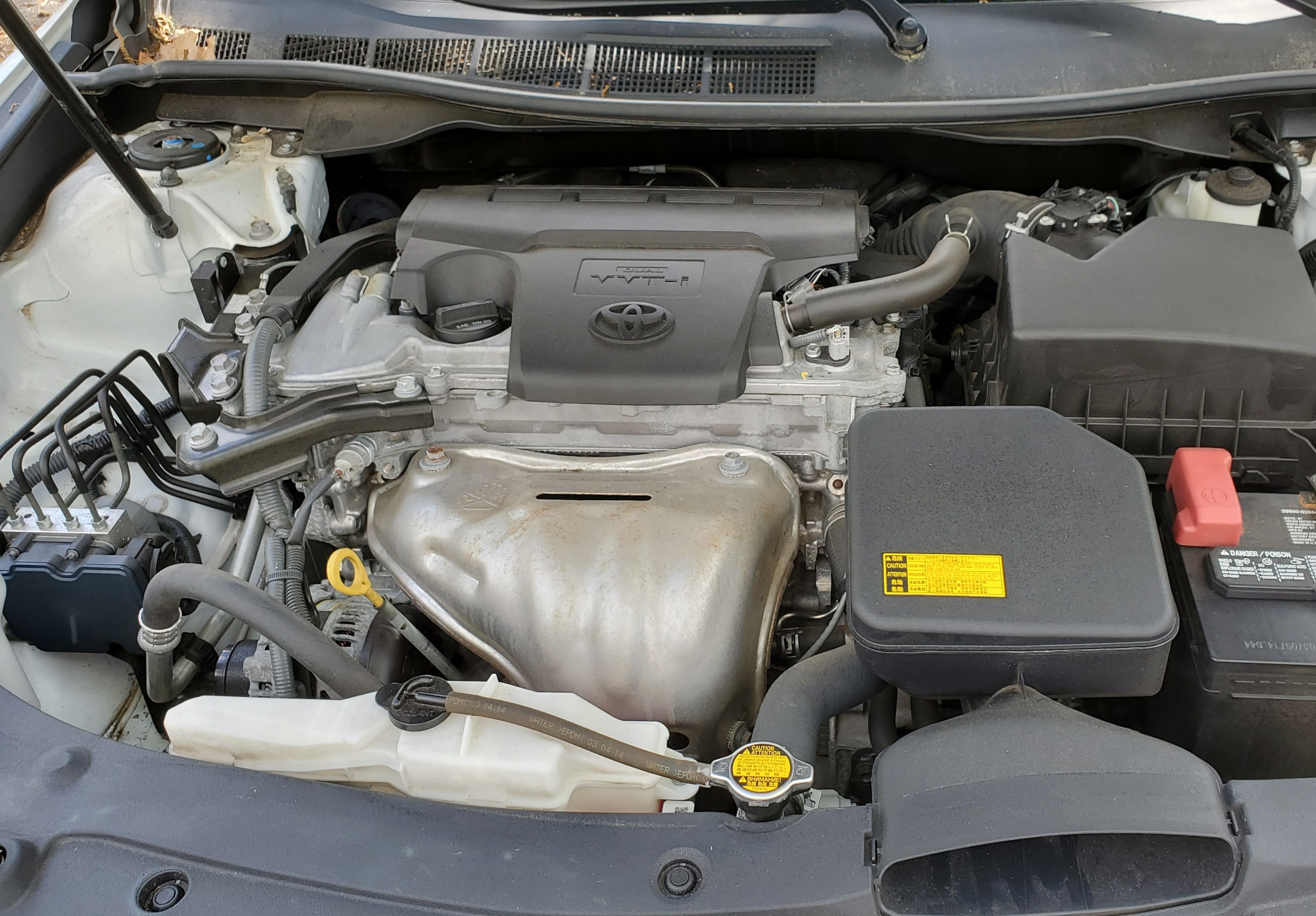
2AR-FE

- タイプ:直列4気筒 DOHC 16バルブ デュアルVVT-i
- 排気量:2.493L
- 内径×行程:90.0×98.0
- 圧縮比:10.4

＜出力＞
- 126kW(171PS)/6,000rpm 226Nm(23.0kg-m)/4,100rpm
- 133kW(181PS)/6,000rpm 232Nm(23.7kg-m)/4,100rpm
- 134kW(182PS)/6,000rpm 235Nm(24.0kg-m)/4,100rpm

＜主な搭載車種＞
- カムリ(北米仕様)
- tC 2011年-
- ES 2012年-
- アルファード（AGH30・40型） 2015年-
- ヴェルファイア（AGH30型） 2015年 - 2023年

中国工場では5AR-FEという型式で生産されている。

### 2AR-FXE
- タイプ:直列4気筒 DOHC 16バルブ VVT-i　ミラーサイクル
- 排気量:2.493L
- 内径×行程:90.0×98.0
- 圧縮比:12.5

＜出力＞
- 118kW(160PS)/5,700rpm 213Nm(21.7kg-m)/4,500rpm
- 112kW(152PS)/5,700rpm 206Nm(21.0kg-m)/4,400～4,800rpm

＜主な搭載車種＞
- カムリ（AVV50型）
- アルティス（AVV50N型）
- ES（300h）2012年-
- ハリアー（AVU65型）
- NX（AYZ10型）2014年-
- アルファード（AYH30型） 2015年-
- ヴェルファイア（AYH30型） 2015年-
- シエナ　(XL40型） 2021年ー

中国工場では4AR-FXEという型式で生産されている。

### 2AR-FSE
2AR-FXEをベースに、直噴・ポート噴射を併用するD-4S技術を組み合わせている。D-4Sでは初のレギュラーガソリン仕様エンジン。当初の搭載車種はFR駆動である14代目クラウン（AWS210系）だったため、シリーズ唯一の縦置きエンジンである。
モーターと組み合わせてのシステム最高出力は220PS(162KW)となる。
- タイプ:直列4気筒 DOHC 16バルブ デュアルVVT-i　ミラーサイクル直噴
- 排気量:2.493 L
- 内径×行程:90.0×98.0
- 圧縮比:13.0

＜出力＞
- 131 kW (178 PS )/6,000 rpm 221 Nm (22.5 kg-m )/4,200 - 4,800 rpm

＜主な搭載車種＞
- クラウン（ハイブリッド、AWS210型）
- クラウンマジェスタ（ハイブリッド4WD、AWS215型）
- IS（300h、AVE30型）
- GS (300h、AWL10型)
- RC (300h、AVC10型)

### 6AR-FSE
- タイプ:直列4気筒 DOHC  16バルブ VVT-iW D-4S
- 排気量:1.998L
- 内径×行程:86.0×86.0
- 圧縮比:12.7

＜出力＞
- 123kW(167PS)/6,500 199Nm(20.3kg-m)/4,600rpm

＜主な搭載車種＞
- カムリ（XV50型）2015年-2017
- ES（XV60型）2015年-2018

### 8AR-FTS

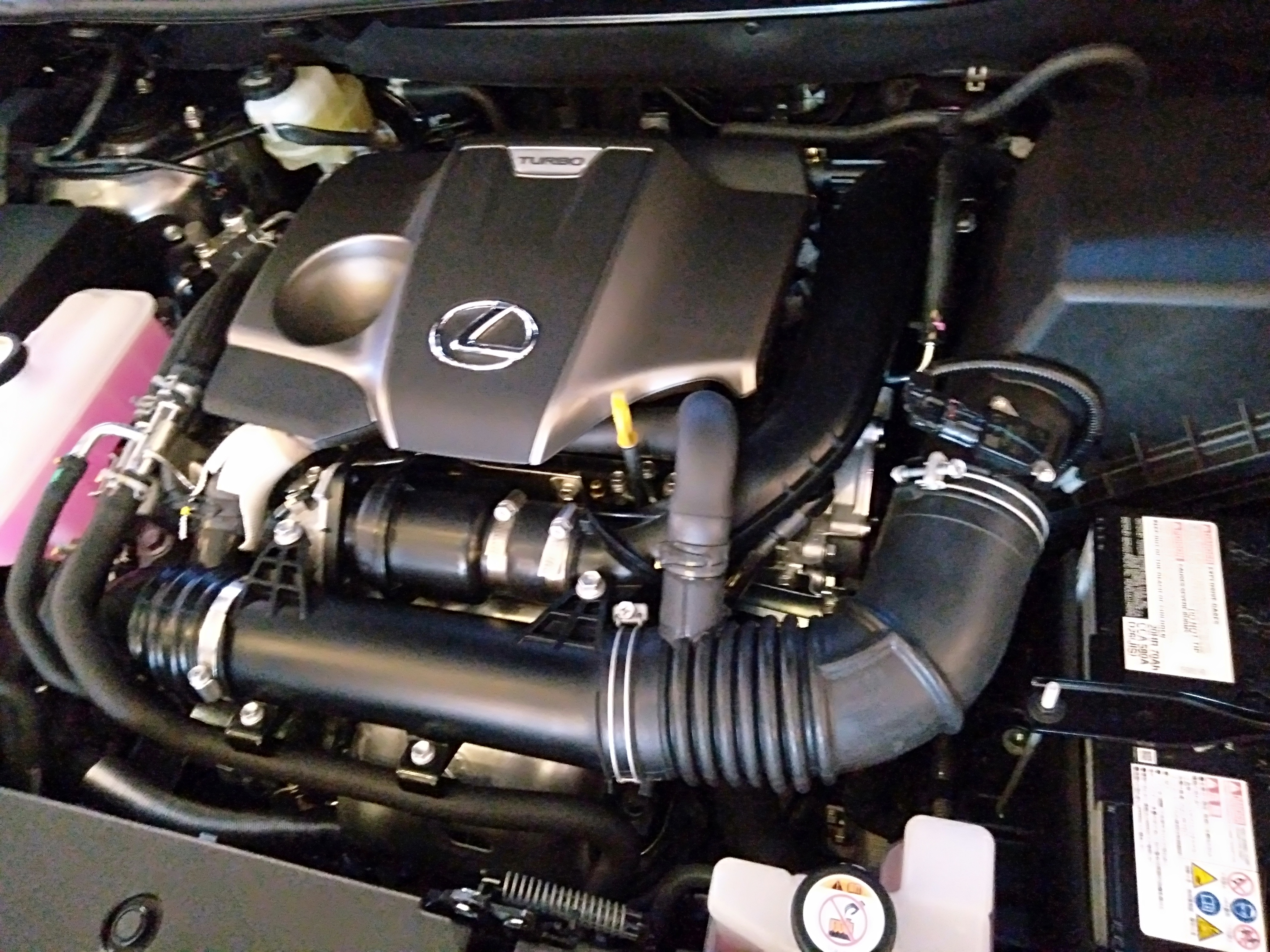
8AR-FTS

水冷エキゾーストマニホールド一体型シリンダーヘッド、ツインスクロールターボ、ターボ専用の直噴「D-4ST」を採用。

可変角を拡大した連続可変バルブタイミング機構「VVT-iW」を搭載。無鉛プレミアムガソリン仕様。
- タイプ:直列4気筒 DOHCターボ  16バルブ VVT-iW 直噴エンジン
- 排気量:1.998L
- 内径×行程:86.0×86.0
- 圧縮比:10.0

＜出力＞
- 180kW(238PS)/5200～5,800rpm 350Nm(35.7kg-m)/1,650～4,400rpm

＜主な搭載車種＞
- NX（AGZ10型）2014年-
- IS（ASE30型）2015年-
- RX（200t）2015年-
- GS（ARL10型）2019年-
- RC（ASC10型）2015年-
- クラウン（ARS210/220型）
- ハリアー(ASU60/65型) 2017年-2020年